# Igreja Reformada na América
A Igreja Reformada na América (IRA), em inglês Reformed Church in America, é uma denominação cristã  reformada formada por imigrantes holadeses nos Estados Unidos e Canadá. É a segunda maior denominação reformada continental nos EUA por número de membros.

## História

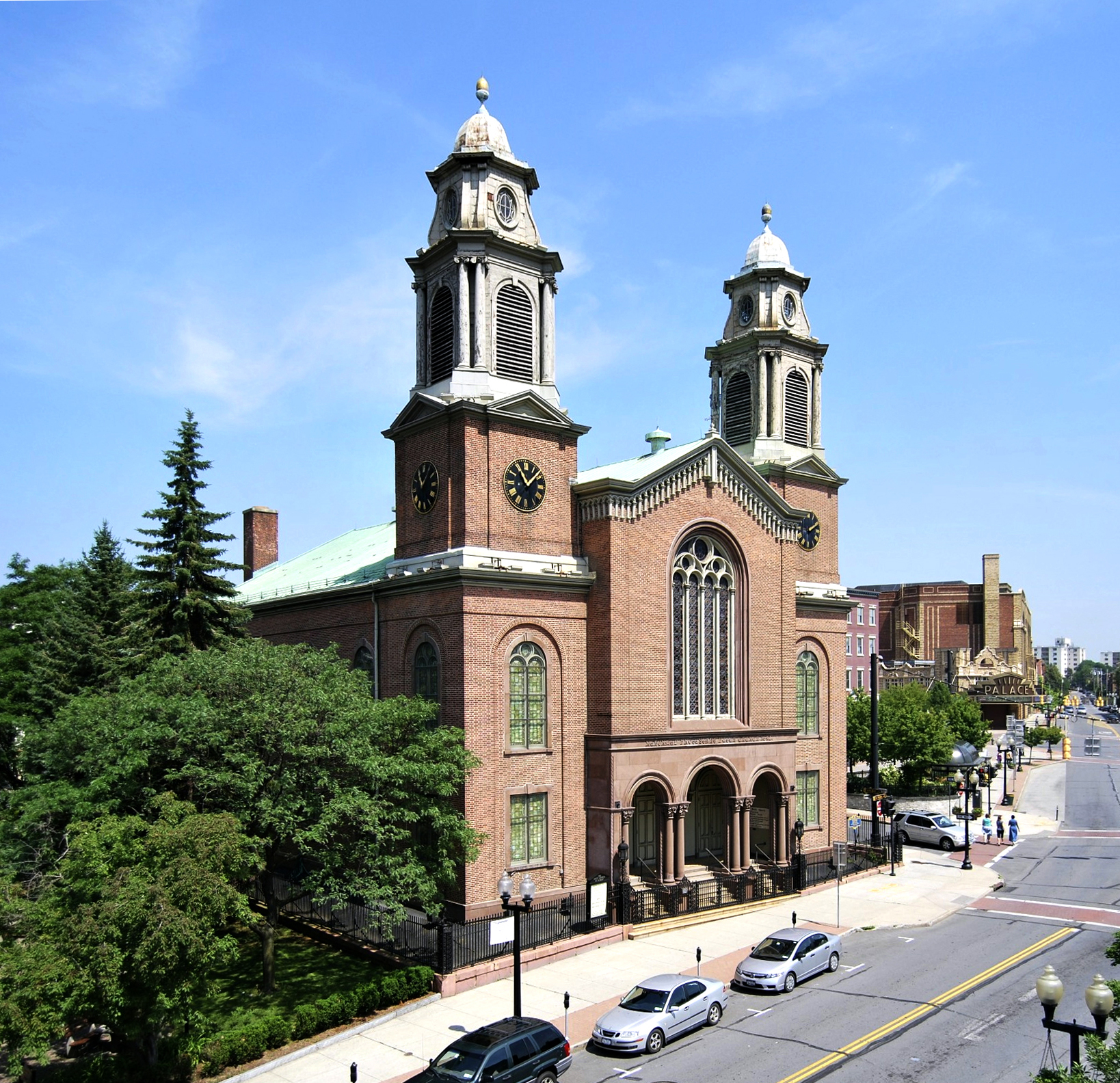
Primeira Igreja Reformada em Albany (Nova Iorque).

A partir da colonização holandesa e britânica da América do Norte, vários membros da Igreja Reformada Neerlandesa se mudaram para o continente.
Em 1628 foi fundada a primeira congregação reformada neerlandesa na Nova Amsterdã. Em 1754 foi formada a primeira classe independente da Igreja Reformada Neerlandesa.
Em 1857 um grupo dissidente se separou e formou a Igreja Cristã Reformada na América do Norte.
Em 2021, a denominação iniciou uma reestruturação para permitir que suas classes (presbitérios) decidam sobre a realização do casamento entre pessoas do mesmo sexo. Em resposta a isso, cerca de 125 igrejas de posição conservadora se separaram da IRA e formaram a Aliança das Igrejas Reformadas. Outro grupo, de 20 igrejas, formou a Rede do Reino, outra denominação dissidente pelo mesmo motivo.

## Estatísticas
| Ano  | Membros | Igrejas |
| ---- | ------- | ------- |
| 2017 | 211.967 | 954     |
| 2018 | 204.024 | 942     |
| 2019 | 196.864 | 931     |
| 2020 | 189.194 | 944     |
| 2021 | 155.385 | 875     |
| 2022 | 107.701 | 740     |
| 2023 | 88.128  | 698     |
| 2024 | 82.270  | 678     |

Entre os anos de 1925 e 1967 a denominação cresceu de 730 igrejas e 145.373 membros para 939 igrejas e 384.751 membros. Desde então a denominação começou a declinar e chegou a 886 igrejas e 246.024 membros em 2010.
Em meados de 2022, a IRA tinha 774 igrejas e congregações e 110.392 membros (dos quais 3.529 no Canadá), após um declínio continuado desde 2015 e as denominações dissidentes que se formaram em 2021. No ano anterior, a denominação tinha 153.810 membros, em  866 igrejas.
No fim de 2022, a denominação relatou ser formada por 740 igrejas e 107.701 membros. Sendo assim, a denominação perdeu cerca de 50% do número de membros relatados em 2017.
Em 2023, conforme relatório publicado pela própria denominação, a decisão de permitir que suas classes se reorganizassem para permitir o casamento entre pessoas do mesmo sexo levou a saída de 25% das igrejas filiadas e 40% do membros individuais desde 2021. Em 2024, foi relatado pela própria denominação que perdeu 49,8% dos membros desde 2019.
Conforme estatísticas da própria denominação, em meados de 2023, tinha 87.925 membros (dos quais 2.661 no Canadá), em suas 603 igrejas organizadas e 89 igrejas em plantação, revelando a perda de 18,36% dos membros em apenas um ano.
Em dezembro de 2024, a denominação relatou ser formada por 678 igrejas, com 82.270 membros.

## Doutrina
A denominação é reformada continental e calvinista.  Subscreve o Credo dos Apóstolos, o Credo Niceno e o Credo de Atanásio, bem como os Padrões da Unidade: a Confissão Belga, o Catecismo de Heidelberg e os Cânones de Dort.
Em 2021, a denominação passou a permitir que seus órgãos regionais permitam o casamento entre pessoas do mesmo sexo.

## Relações intereclesiásticas
A IRA é parte do Concílio Mundial das Igrejas e Comunhão Mundial das Igrejas Reformadas.
Possui plena comunhão com a Igreja Presbiteriana (EUA), Igreja Unida de Cristo e Igreja Evangélica Luterana na América. Além disso, há parceria estreita entre a IRA e a Igreja Cristã Reformada na América do Norte.